# Parves-et-Nattages
Parves-et-Nattages è un comune francese del dipartimento dell'Ain della regione dell'Alvernia-Rodano-Alpi. 
È stato creato il 1º gennaio 2016 dalla fusione dei preesistenti comuni di Parves e Nattages.